# Norberto Urbani
Pour les articles homonymes, voir Urbani.
Norberto Leonardo Urbani (né le 12 août 1975 à Córdoba en Argentine) est un joueur de football argentin, qui évoluait au poste d'attaquant.

## Biographie
Il participe aux tours préliminaires de la Ligue des champions et de la Ligue Europa.

## Palmarès
| Plaza Amador - Championnat du Panama (1) : - Champion : 2002 (Clôture). |  | Rànger's - Championnat d'Andorre (1) : - Champion : 2005-06. - Meilleur buteur : 2006-07 (14 buts). - Supercoupe d'Andorre (1) : - Vainqueur : 2006. - Finaliste : 2007. |  | FC Santa Coloma \| - Championnat d'Andorre (3) : - Champion : 2007-08, 2009-10 et 2010-11. - Champion : 2008-09 et 2011-12. - Meilleur buteur : 2008-09 (22 buts). - Coupe d'Andorre (1) : - Vainqueur : 2008-09. - Finaliste : 2005-06. \| \| - Supercoupe d'Andorre (1) : - Vainqueur : 2008. - Finaliste : 2009, 2010, 2011 et 2012. \| |
| - Championnat d'Andorre (3) : - Champion : 2007-08, 2009-10 et 2010-11. - Champion : 2008-09 et 2011-12. - Meilleur buteur : 2008-09 (22 buts). - Coupe d'Andorre (1) : - Vainqueur : 2008-09. - Finaliste : 2005-06. |  | - Supercoupe d'Andorre (1) : - Vainqueur : 2008. - Finaliste : 2009, 2010, 2011 et 2012.                                                                                 |  | |